# 李曦 (全国人大代表)
李曦（1964年—），贵州黄平人，汉族，中华人民共和国政治人物、第十一届全国人民代表大会湖南地区代表。
毕业于湘潭大学外语系英语专业。加入民革。担任湖南省工商联副会长。2008年起担任全国人大代表。